# 쿠르차토프 (러시아)

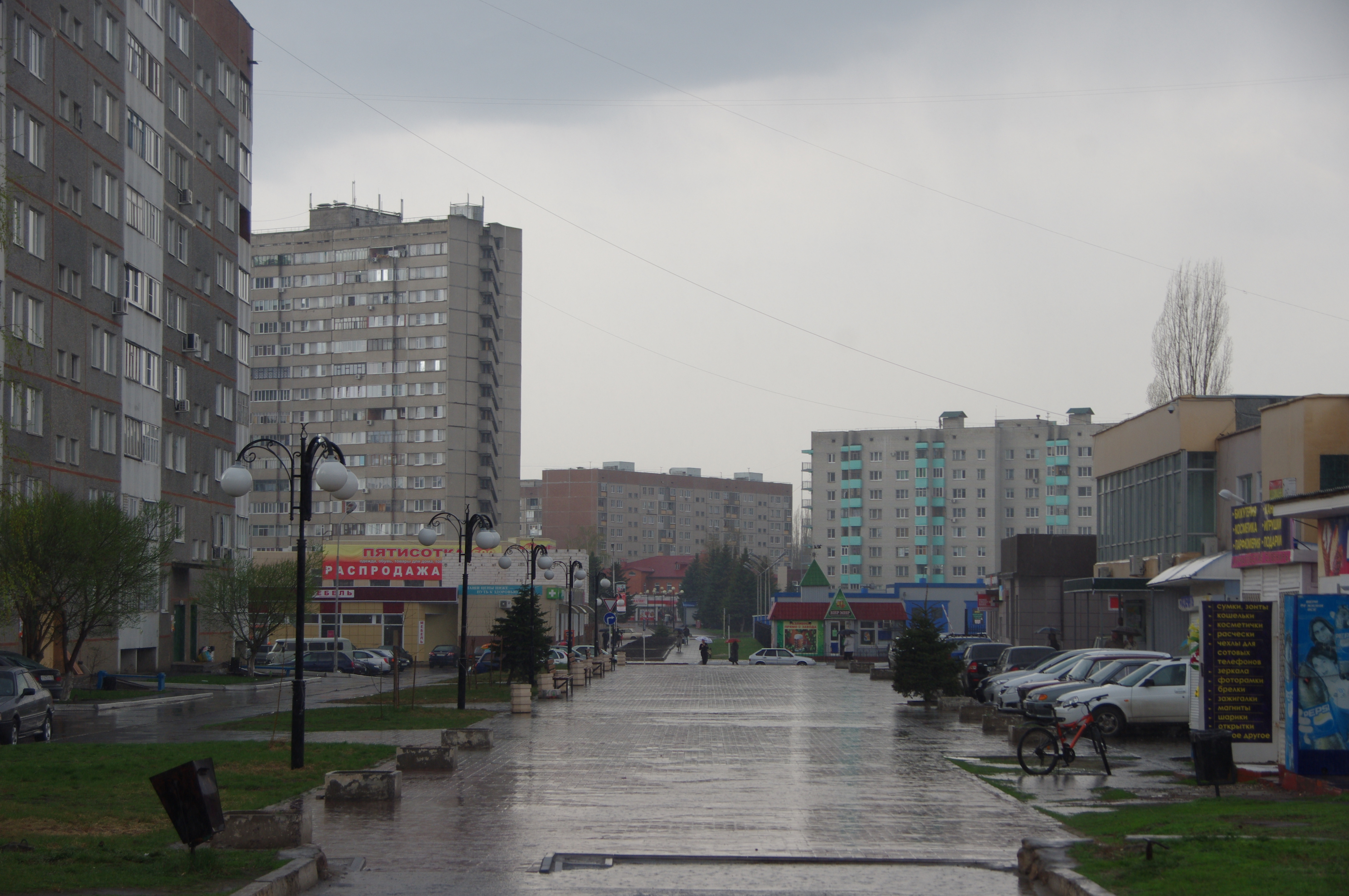

쿠르차토프(러시아어: Курчатов)는 러시아 쿠르스크주에 위치한 도시이다. 세임강가에 있으며 쿠르스크 시에서 서쪽으로 42km 떨어져 있다. 2021년 조사 기준 인구는 40,318명.